# 永野健 (バレーボール)
永野 健（ながの たけし、1985年7月11日 - ）は、日本の元男子バレーボール選手、現指導者。

## 来歴
長崎県佐世保市出身。実姉の影響で小学2年次にバレーボールを始めた。佐世保南高校を経て、筑波大学に進学。2006年度にはインターンとしてつくばユナイテッドSun GAIAに参加。2007年にパナソニックパンサーズの内定選手となる。2007-2008年Vプレミアリーグでの優勝を経験し、新人ながらベストリベロ賞を獲得。大学卒業後の2008年にパナソニックに入団した。
2008年の黒鷲旗大会においてもチームの優勝に貢献しベストリベロ賞を獲得。
2009年、全日本登録メンバーに初選出。2009-2010年Vプレミアリーグではパナソニックの2年ぶりの優勝に貢献し、レシーブ賞を受賞した。
2010年、黒鷲旗大会でパナソニックの3連覇に貢献し、2年ぶり2回目のベストリベロ賞を獲得した。
2022年、現役選手でありながら、第21回アジアU20（ジュニア）男子バレーボール選手権に監督として選出された。
2024年、現役引退とコーチとしての契約継続が発表された。
2025年、ブラジル・スーパーリーガのSuzano Voleiへの派遣が発表された。

## 球歴
- 日本代表
  - 世界選手権 - 2010年
  - ワールドカップ - 2011年、2015年
  - ワールドグランドチャンピオンズカップ - 2009年、2013年
  - ワールドリーグ - 2011-2016年
  - アジア選手権 - 2009年、2011年、2013年

## 受賞歴
- 2008年
  - 第57回黒鷲旗全日本男女選抜大会 ベストリベロ賞
  - 2007/08 Vプレミアリーグ ベストリベロ賞
- 2010年
  - 2009/10 Vプレミアリーグ レシーブ賞
  - 第59回黒鷲旗全日本男女選抜大会 ベストリベロ賞
- 2012年 - 2011/12 Vプレミアリーグ ベストリベロ賞、サーブレシーブ賞[7]
- 2013年 - 2012/13 Vプレミアリーグ ベストリベロ賞、サーブレシーブ賞[8]
- 2014年 - 第63回黒鷲旗全日本男女選抜大会 ベストリベロ賞
- 2018年 - 第67回黒鷲旗全日本男女選抜大会 ベストリベロ賞
- 2019年 - 第68回黒鷲旗全日本男女選抜大会 ベストリベロ賞
- 2024年 - 第72回黒鷲旗全日本男女選抜大会 ベストリベロ賞

## 所属チーム
- 日宇JVC
- 佐世保市立日宇中学校
- 長崎県立佐世保南高等学校
- 筑波大学（2004-2008年）
  - つくばユナイテッドSun GAIA（インターン、2006-2007年）
- パナソニックパンサーズ（2008-2024年）